# Pešita
Pešita, Pšitâ (sirsko preprosto), je sirski prevod Svetega pisma Stare in Nove zaveze, ki je nastajal od 2. do 5. stoletja. Prevod ni bil enoten in iz enega vira, ampak so protokanonične knjige Stare zaveze prevedli neposredno iz izvirnega hebrejskega besedila, medtem ko so za prevod devterokanoničnih knjig uporabili grško besedilo iz Septuaginte, razen v primeru Sirahove knjige, ki so jo prevedli neposredno iz hebrejske predloge, ki pa se je kasneje izgubila.